# لیلی‌فیلد، نیو ساوت ولز
لیلی‌فیلد (به انگلیسی: Lilyfield) یک حومه شهر در استرالیا است که در نیو ساوت ولز واقع شده‌است.